# Белыничи
Белы́ничи (бел. Бялы́нічы) — город в Могилёвской области Беларуси. Административный центр Белыничского района. Расположен на реке Друть, в 36 км к западу от Могилёва на автомобильной дороге Минск — Могилёв.
Численность населения — 9 553 человек (на 1 января 2025 года).

## География
Белыничский район расположен в пределах Центральноберезинской и Оршанско-Могилевской равнин. Преобладают высоты 160—180 метров над уровнем моря. Самая высокая точка (207 м) находится возле деревни Ясная Поляна Ланьковского сельсовета.
По территории района протекают река Друть с многочисленными притоками, приток Березины — Клева и приток Днепра — Лохва. Водное зеркало озер, водохранилищ и каналов составляет 1327 гектар. Болотами занято 7,2 % территории района. На территории района действует гидрологический заказник «Заозерье».
Лесами занято 57 тыс. 787 гектар — преимущественно хвойные, березовые и еловые.
В районе залегают полезные ископаемые: песок, гравий, глина, сапропели.

## Геральдика
Герб и флаг утверждены решением Белыничского районного Совета депутатов от 27 декабря 2001 года № 13-11. Зарегистрированы в Гербовом матрикуле Республики Беларусь 12 июля 2002 года № 91.
В 2002 году посёлок Белыничи получил свидетельство о государственной регистрации своих герба и флага. «На голубом поле герба изображена покровительница посёлка — Белыничская Божья Матерь с младенцем в золотой одежде». Автор герба — преподаватель изобразительного искусства районной детской художественной школы Лариса Журавович.
Флаг города Белыничи изготовленный из ткани, представляет собой прямоугольное полотнище с соотношением ширины и длины, как 1 к 2-м и состоит из горизонтальных полос — равные верхние и нижние полосы голубого цвета, посередине — полоса золотого цвета, составляющая 1/2 ширины полотнища флага.

## История

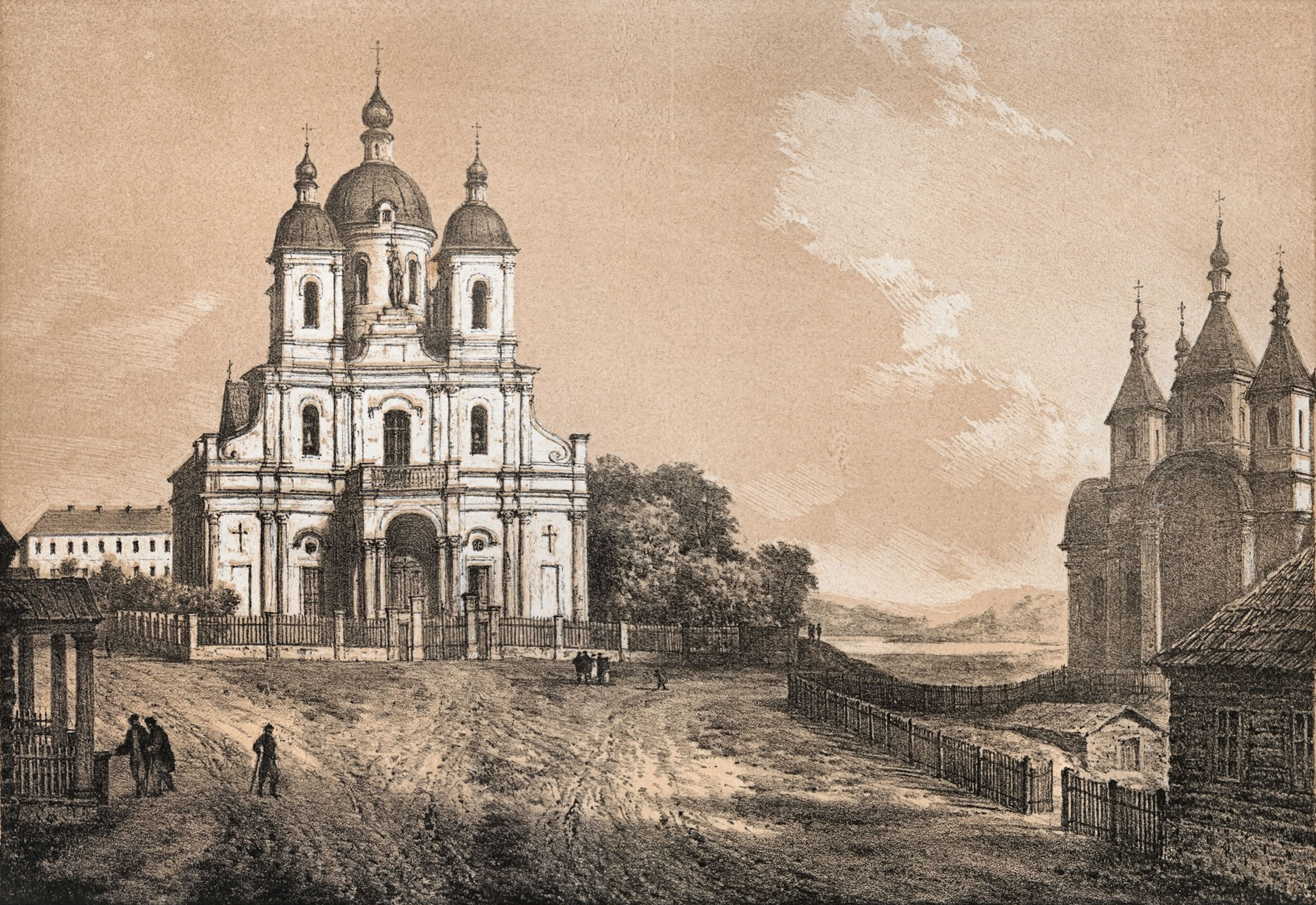
Церковь в Белыничах (Рисунок Наполеона Орды)

### Древний период
Территория района была заселена людьми ещё в мезолите (9—5 тысячелетия до н. э.). В V—X веках н. э. здесь расселились славянские племена дреговичей.
В средние века белыничская земля входила в состав Полоцкого княжества. В 1071 году около местечка Головчин произошла битва между Полоцким князем Всеславом Брячиславич и Ярополком Изяславичем, князем Волынским и Туровским.
Во второй половине XII века белыничская земля вошла в состав Друцкого княжества.
Белыничи же, как деревня в Оршанском уезде Витебского воеводства Великого княжества Литовского известны с середины XVI века. Самое раннее упоминание о Белыничах относится к XVI веку, когда Великий гетман Литовский Лев Сапега приобрел их в собственность. Имеются также многочисленные легенды, что Белыничи возникли в XII веке. По одной из легенд, поселение основано славянином Белыном или его сыновьями и потомками — белыничанами. Согласно другой легенде, основание поселения в 1240 году связано с чудесным сиянием посреди ночи (Белыничи — «белые ночи») святого образа Богородицы, принесенного на земли Беларуси киевскими монахами (на гербе Белынич изображена Божия Матерь с младенцем на руках в золотых одеждах).
В 1577 году Белыничи в составе поместья Тетерин, принадлежавшего князю Стефану Збаражскому, который основал здесь замок (Белагородок) и местечко. После смерти Збаражского в 1585 году, местечко перешло его дочери Барбаре, которая в начале XVII века продала часть Белынич своему отчиму, канцлеру великому Литовскому Льву Ивановичу Сапеге.
В начале XVII Сапегами в Белыничах был построен кармелитский монастырь с костёлом, который впоследствии стал крупным центром религиозной жизни восточной Беларуси. С 1624 по 1653 год при монастыре работала типография, позднее — граверный цех.
4 октября 1634 городу Белыничи было дано магдебургское право и утверждён герб, впоследствии утраченный.
В ходе войны между Россией и Речью Посполитой польские войска под командованием Януша Радзивила 6 октября 1654 года на территории района разбили Белорусский казачий полк могилевского шляхтича полковника Константина Поклонского, который входил в корпус и Ивана Золотаренкио.
В 1654—1667 годах Белыничи были заняты русскими войсками.
На основании Андрусовского перемирия в 1667 году город был возвращён Речи Посполитой.

### XVIII век
В 1756—1761 годах кармелиты возвели в Белыничах большой каменный костёл, украшенный фресками. В советское время собор взорвали, а в уцелевшем монастыре в разные годы размещались светские учреждения, поэтому уникальные старинные фрески на библейские сюжеты исчезли под многочисленными слоями краски. После большого пожара здание решили снести полностью, и реставраторам удалось срезать со стен объемные полотна с уцелевшими сюжетами. Долгие годы они хранились в музеях Могилёва.
В середине XVIII века в белыничском поместье К. Т. Огинского, был заложен регулярный парк, сохранившаяся часть которого является памятником садово-паркового искусства.
В 1761 году княгиня Елена приобрела для белыничского костёла кармелитов чудотворную икону Девы Марии, которая положила начало массовому паломничеству верующих, местечко стали называть «Русской Чанстаховой». Во второй половине XVIII века в Белыничах действовал небольшой женский кляштор мариявиток, где был пансионат для шляхетских дочек.
В XVIII веке через Белыничи проходил торговый путь, который связывал центр Беларуси и Россию, в местечке действовал таможенный пункт, подвластный главной таможне в Могилёве.
В 1772 году После первого раздела Речи Посполитой Белыничи были присоединены к Российской империи и вошли в состав Могилёвского уезда. На 1773 год в местечке действовало 3 униатских церкви (Рождества Богородицы, Ильинская, Николаевская) и костел Успения Девы Марии. В 1785 году в городе насчитывался 831 житель, было 108 дворов, работала мельница, проводились 4 ярмарки в году.

### XIX век
В Отечественную войну 1812 года Белыничи освобождали от французов партизаны Дениса Давыдова. За освобождение Белынич Д. Давыдов был награждён Орденом Святого Георгия IV степени.
Из воспоминаний подполковника Дениса Давыдова:
Местечко Белыничи, принадлежащее князю Ксаверию Огинскому, лежит на возвышенном берегу Друцы, имеющей течение своё с севера к югу. По дороге от Шклова представляется поле плоское и обширное. За местечком — один мост чрез Друцу, довольно длинный, потому что берега оной болотисты. За мостом, на пути к местечку Эсмонам, частые холмы, покрытые лесом; от Эсмонов до Березины лес почти беспрерывный…. В сём деле мы овладели магазином и гошпиталем в Белыничах. В первом найдено четыреста четвертей ржи, сорок четвертей пшеницы, двести четвертей гречихи и пятьдесят четвертей коноплёй, а в последнем взяли двести девяносто человек больных и пятнадцать лекарей. Взят один подполковник, четыре капитана и сто девяносто два рядовых, весь обоз и сто восемьдесят ружей.
В 1823 году в Белыничах проживало 556, в 1827—1085 жителей. По ревизии 1847 года «белыничское еврейское общество» составляло 1087 душ.
В 1859 году во время большого пожара почти все городские постройки и костёл сгорели.
В 1861 году в Белыничах проживало 1945 жителей.
В 1864 году открыто 2-классное народное училище.
В 1876 году белыничский католический костёл был закрыт. Здание отдано под православный мужской монастырь.
В 1880 году в местечке имелось 3 православные церкви (из них 2 каменные), 3 молитвенные школы, больница, аптека, винокурня (с 1895 года с паровой машиной), кирпичное предприятие, мельница, круподёрка. В 100 хозяйствах местечковцев пряли лён и пеньку, изготовляли ткани. Часть жителей занимались кузнечным и швейным промыслами.
По переписи 1897 года в Белыничах проживало 2215 жителей, из которых евреев 1063.

### XX век
В 1909 году в Белыничах открылась библиотека.
В ноябре 1917 года в городе установлена Советская власть и создан волостной крестьянский Совет.
17 июля 1924 года образован Белыничский район в составе БССР. В 1924 году организованы первые колхозы: «Новая Соколовка», «Чырвоны бор», «Араты». В 1927 году создана метеорологическая станция. В 1928 году начала действовать электротурбина, местечко получило электричество. С 1931 года стала издаваться первая белыничская газета — «Красные коллективист».
27 сентября 1938 года Белыничи получили статус городского посёлка.
По переписи 1939 года в Белыничах проживало 3155 человек, из которых 2084 (66,1 %) составляли белорусы, 781 (24,8 %) — евреи, 201 (6,4 %) — русские, 63 (2 %) — поляки, 20 (0,6 %) — украинцы.

#### Великая Отечественная война
В начале июля 1941 года Белыничи находились на направлении главного удара 2-й танковой группы немецких войск. 6 июля 1941 года были оккупированы немецко-фашистскими захватчиками. В августе 1941 года в Белыничском районе были образованы первые партизанские отряды № 113, 121 и 600, которые действовали на протяжении всей Великой Отечественной войны. Также в посёлке действовало Белыничское патриотическое подполье. В ноябре 1942 года партизанские отряды объединились в 6-ю Белыничскую бригаду в составе Кличевского оперцентра. В ночь на 11 сентября 1943 года партизанами и подпольщиками был разгромлен немецкий гарнизон в Белыничах. 29 июня 1944 года войсками 49-й армии 2-го Белорусского фронта Белыничи были освобождены.
Евреи города были согнаны в гетто и практически все убиты в декабре 1941 года.
За время оккупации фашистами было разграблено и уничтожено имущество предприятий и организаций Белыничского района, сожжено живыми, расстреляно и замучено 3315 мирных жителей. Судьбу Хатыни разделила деревня Стефаново — сожжена фашистами вместе с 96 жителями. На белыничской земле погибли капитан Б. Л. Хигрин, партизаны Л. Д. Лорченко, майор О. М. Касаев, старший лейтенант С. Г. Терешкевич. Все они удостоены звания Героя Советского Союза.

### XXI век
20 октября 1995 года административные единицы Белыничский район и посёлок Белыничи, имеющие общий административный центр, объединены в одну административную единицу — Белыничский район.
18 января 2017 года посёлок городского типа Белыничи отнесён к городу районного подчинения.
В 2020 году День белорусской письменности принимал город Белыничи. Перед мероприятием город претерпел изменения в планировании и инфраструктуре. Было реконструировано значительное количество автомобильных дорог и тротуаров. Была снесена бенинская библиотека, на её месте появилась большая открытая площадка для мероприятий. На время праздника на площади была установлена большая сцена, которая стала центром проведения концерта.
Также одними из значительных изменений стали реконструкция музея имени В. К. Бялыницкого-Бирули, в котором открылся новый зал «Духовности». Была открыта новая скульптура «Явление иконы» возле церкви в честь иконы Божией Матери Белыничской.
В 2024 году за высокие показатели, достигнутые в ходе проведения в 2023 году республиканского смотра санитарного состояния и благоустройства населённых пунктов Республики Беларусь, Белыничи признаны одним из победителей, награждены переходящим вымпелом.

## Население
Численность населения — 9 553 человек (на 1 января 2025 года). Численность населения — 9 749 человек (на 1 января 2023 года).
| Численность населения с 1939 года:                                                              |
| Графики недоступны из-за технических проблем. См. информацию на Фабрикаторе и на mediawiki.org. |

| Год            | 1939 | 1959  | 1970  | 1979  | 1989    | 2006    | 2018  | 2019  | 2020    | 2023   | 2024 | 2025   |
| -------------- | ---- | ----- | ----- | ----- | ------- | ------- | ----- | ----- | ------- | ------ | ---- | ------ |
| Население чел. | 3155 | ▲4427 | ▲4929 | ▲8073 | ▲10 625 | ▼10 661 | ▼9887 | ▼9769 | ▲10 000 | ▼9 749 |      | ▼9 553 |

## Городское планирование

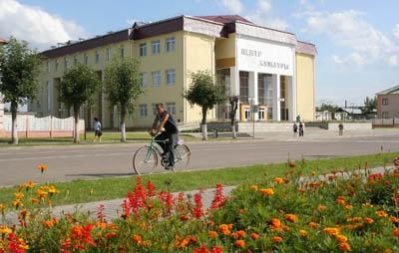
Центр Белыничей

Белыничи развиваются в соответствии с генеральным планом и проектами детальной планировки центра. Главная ось города застроена 1—2-этажными домами, создан микрорайон с 3—5-этажной жилой застройкой.
Действуют хлебозавод, сырзавод «Бабушкина крынка», другие предприятия.
Есть две средние школы, школа-интернат, школа искусств. Работают Центр культуры, 2 библиотеки, художественный музей им. В. Бялыницкого-Бирули. Издаётся газета «Зара над Друццю».
В городе имеются братские могилы советских воинов и партизан, жертв фашизма. Поставлены памятники: В. Бялыницкому-Бируле, Освобождения, землякам.

## Транспорт
Автомобильный парк района представляют 2 предприятия: Белыничский филиал Автопарк № 7 ОАО «Могилёвоблавтотранс» и Белыничское РайПО.
Белыничский филиал Автопарк № 7 ОАО «Могилёвоблавтотранс» обслуживает 19 маршрутов общей протяженностью 647 км. За год автобусами общего пользования перевозится более 450 тысяч пассажиров.
В Белыничах функционируют 11 частных такси.

## Экономика
На территории района осуществляют деятельность следующие основные промышленные предприятия: открытое акционерное общество «Белыничский протеиновый завод», открытое акционерное общество «Бытуслуги г. Белыничи», Белыничское унитарное коммунальное предприятие «Жилкомхоз». В Белыничах находится цех по производству сыров ОАО «Бабушкина крынка» Управляющая компания холдинга «Могилёвская молочная компания „Бабушкина крынка“».

## Здравоохранение

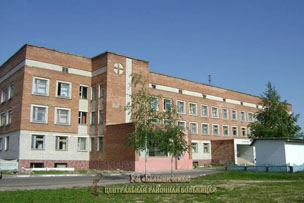
Белыничская центральная районная больница

В Белыничах расположены и осуществляют свою деятельность два учреждения здравоохранения:
- УЗ «Белыничская ЦРБ»
- УЗ «Белыничский районный центр гигиены и эпидемиологии»

## Религия
В Белыничском районе действуют 13 религиозных общин:
Православных — 4
- приход в честь Белыничской иконы Божьей Матери, г. Белыничи, ул. Советская, 9
- приход в честь Святителя Николая, аг. Техтин
- приход храма Апостолов Петра и Павла, аг. Вишов
- приход в честь Святого Духа, д. Головчин
- Освящено место строительства храма в аг. Б.Мощаница

Католическая — 1
- Римско-католический приход Матери Божьей Белыничской

Протестантских — 7
- община Евангельских христиан-баптистов «Церковь Гефсимания», г. Белыничи
- община Евангельских христиан-баптистов «Церковь Голгофа», д. Осман-Касаево
- община евангельских христиан-баптистов, аг. Техтин
- община евангельских христиан-баптистов, д. Бахани
- община евангельских христиан-баптистов «Церковь Сион», д. Прибор
- община христиан веры евангельской, церковь «Новая жизнь», г. Белыничи
- община христиан веры евангельской «Благодать Христа», аг. Вишов

Иудейская — 1
- Иудейская религиозная община «Еврейский дом» в г. Белыничи

## Культура
- Районный центр культуры (ГУК «Централизованная клубная система Белыничского района») [29]
- Белыничская центральная районная библиотека (ГУК «Белыничская централизованная библиотечная сеть) [29]
- ГУО «Белыничская детская школа искусств» [29]
- Художественный музей имени В. К. Бялыницкого-Бирули[бел.] — филиал УК Могилёвский областной краеведческий музей имени Е.Р. Романова [30]

## Спорт
Есть Фк Друть играет во Второй Лиге Чемпионата Беларуси по футболу.Основан клуб в 1956 году.Команда брала бронзовые медали Могилёвской области 2023г.во второй лиге первого дивизиона.Выигрывала кубок  2023,2024гг.

## События и мероприятия
- 6 сентября 2020 года прошёл XXVII День белорусской письменности[31]
- В 2024 году Белыничи — Культурная столица Республики Беларусь[32][33]

## Достопримечательность
- Аллея Героев. Расположена в Липовой роще
- Парк «Липовая роща»
- Братская могила (1941 г.)
- Храм в честь Белыничской иконы Божией Матери
- Здание винокуренного завода (конец XIX в.)
- Ильинская гора
- Аллея городов — столиц Дня письменности

### Памятник, скульптура
- Памятник В. И. Ленину
- Памятник Витольду Каэтановичу Бялыницкому-Бирули (1984)
- Мемориальный памятник-пушка[34]

### Жанровая скульптура, арт-объекты
- Скульптура «Явление иконы» (2020). Установлена возле церкви в честь иконы Белыничской Божией Матери. Автор — скульптор Александр Миньков.

## Галерея

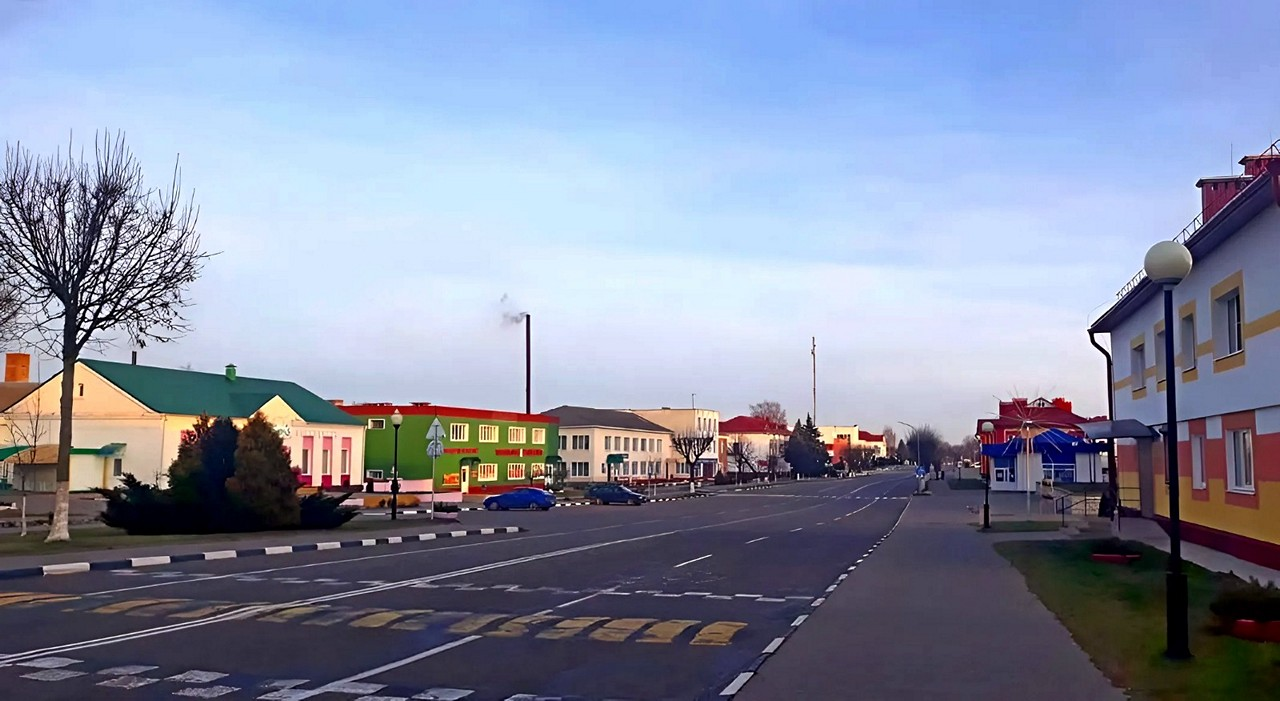
Улица Советская. Центр города.
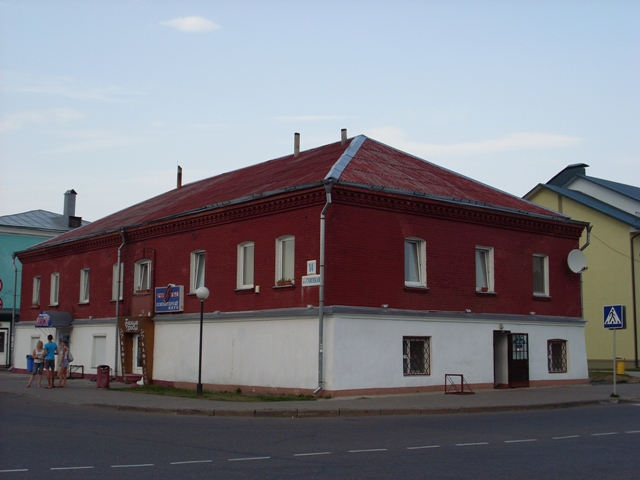
Здание почты
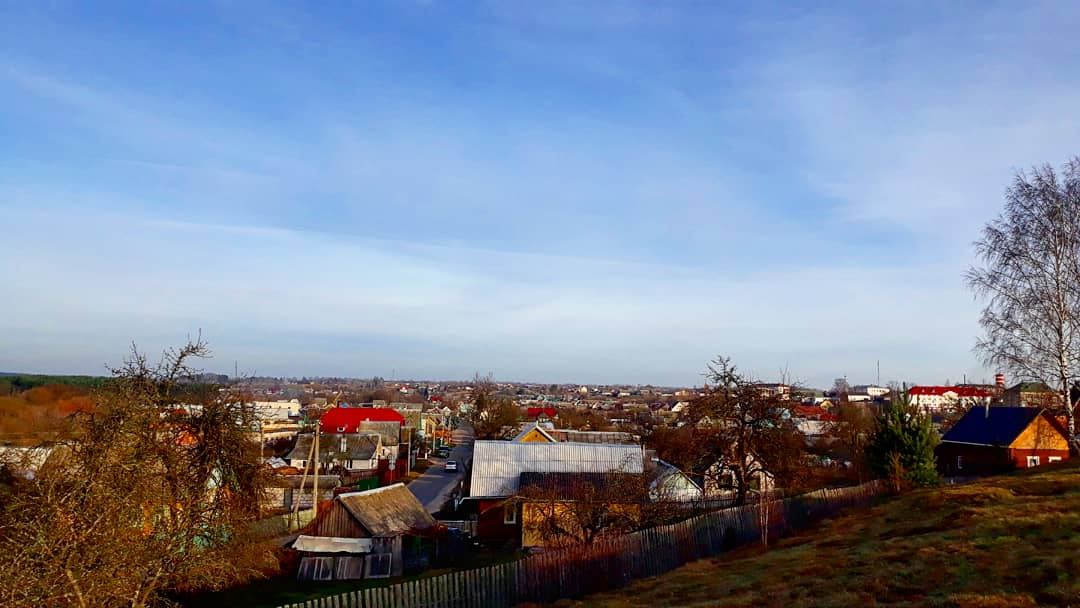
Панорама с Ильинской горы
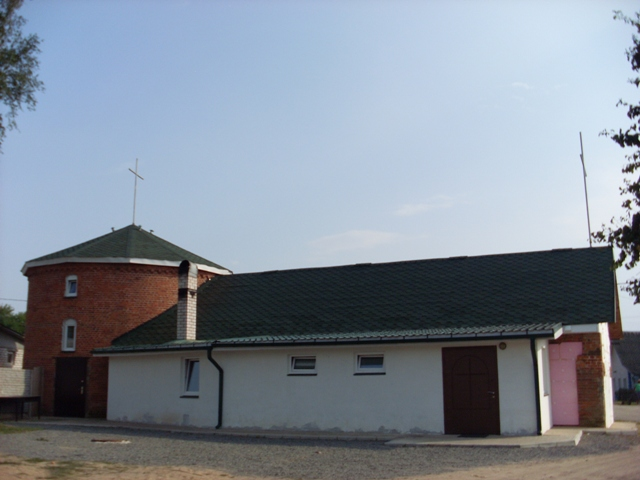
Бровар
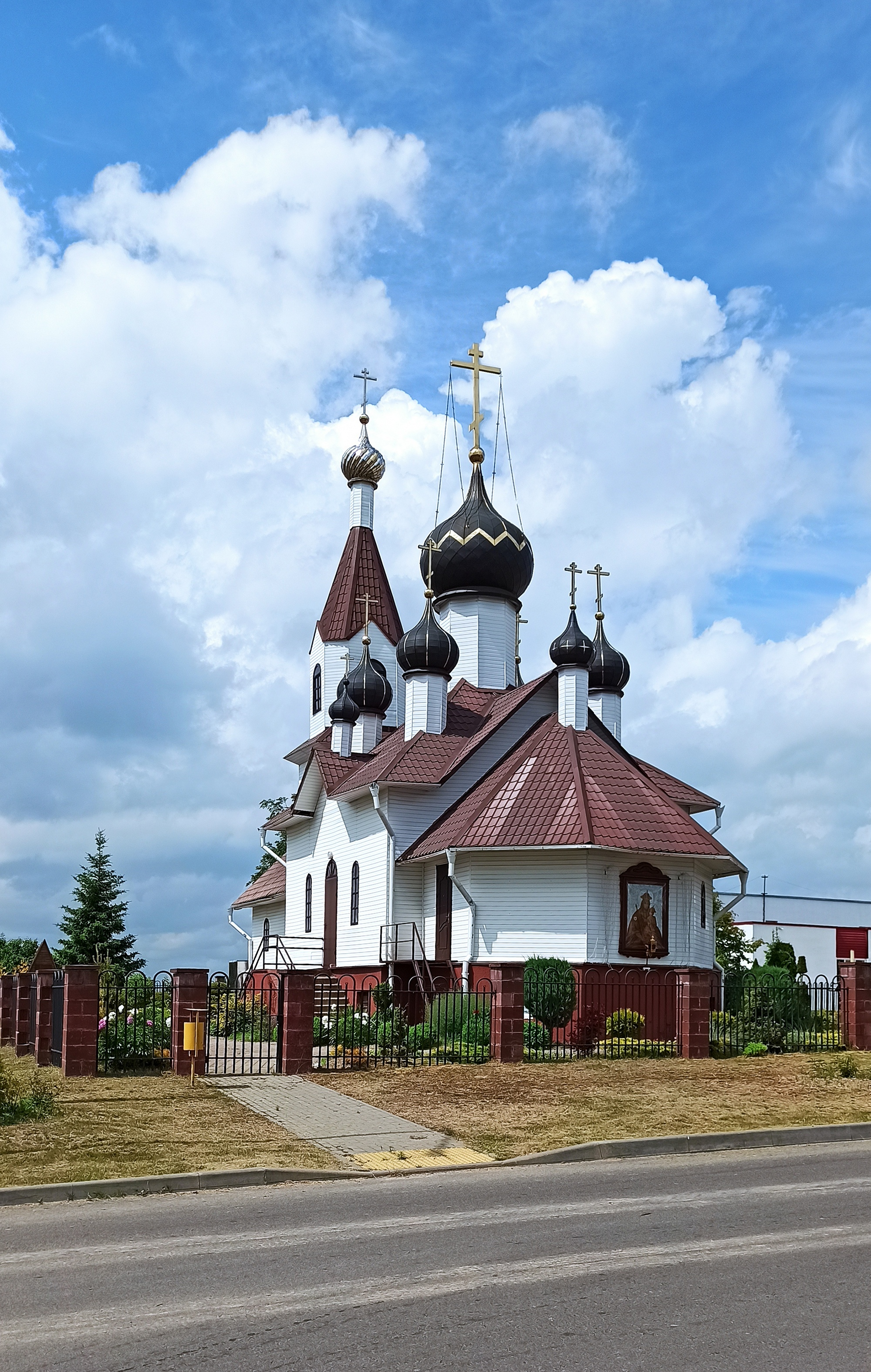
Церковь в честь иконы Белыничской Божией Матери
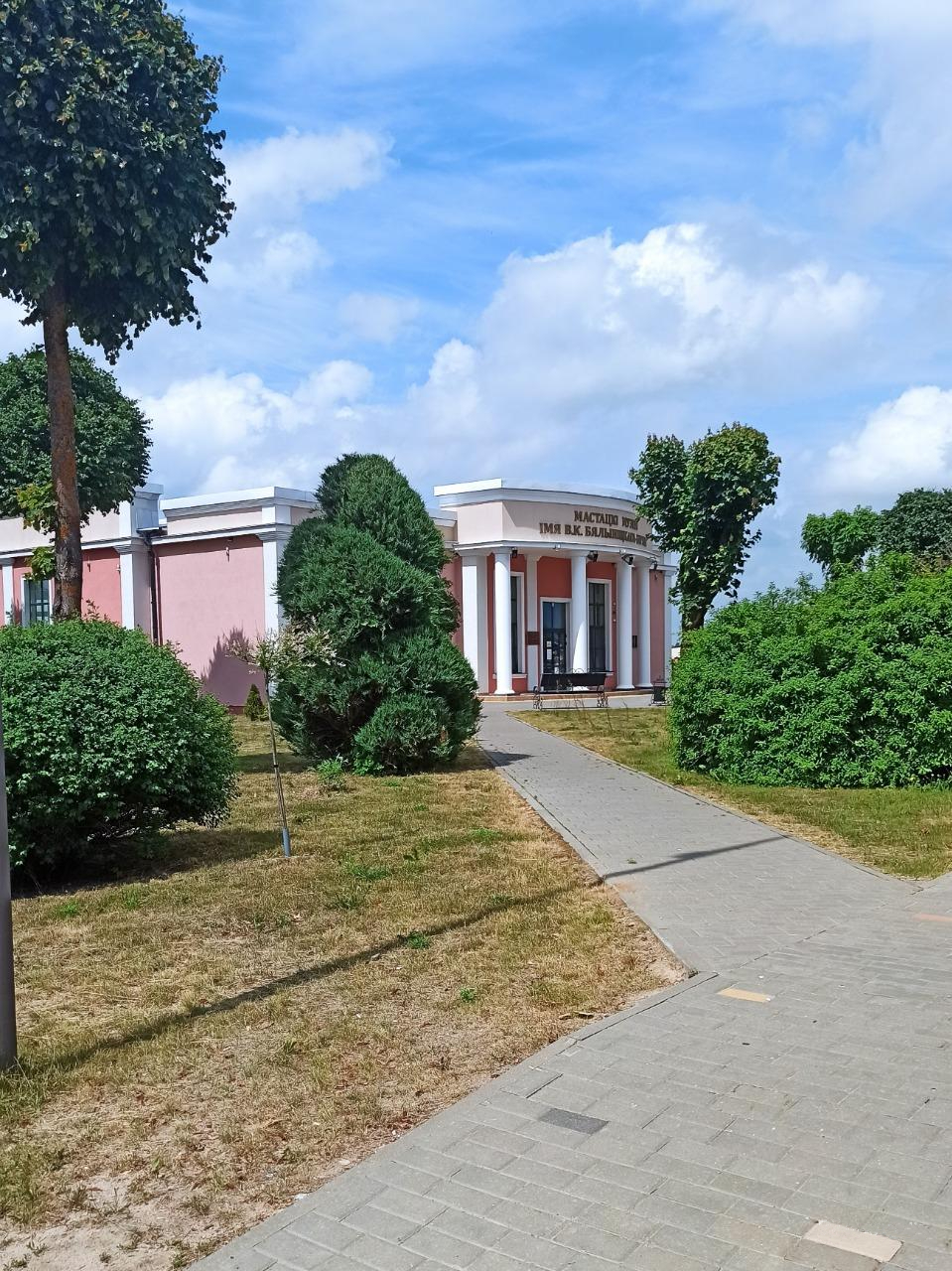
Художественный музей имени В.К. Бялыницкого-Бирули
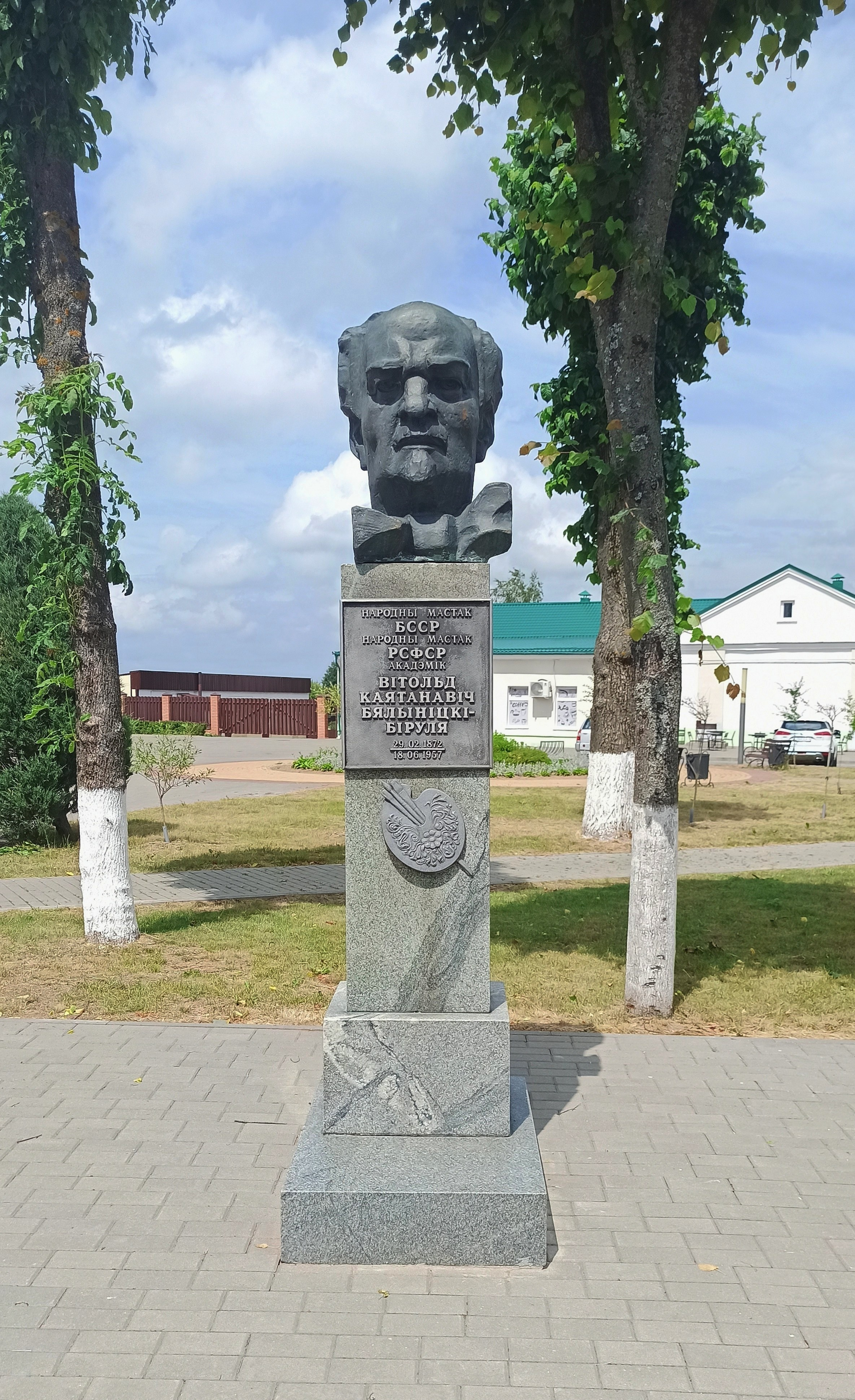
Бюст В.К. Бялыницкого-Бирули
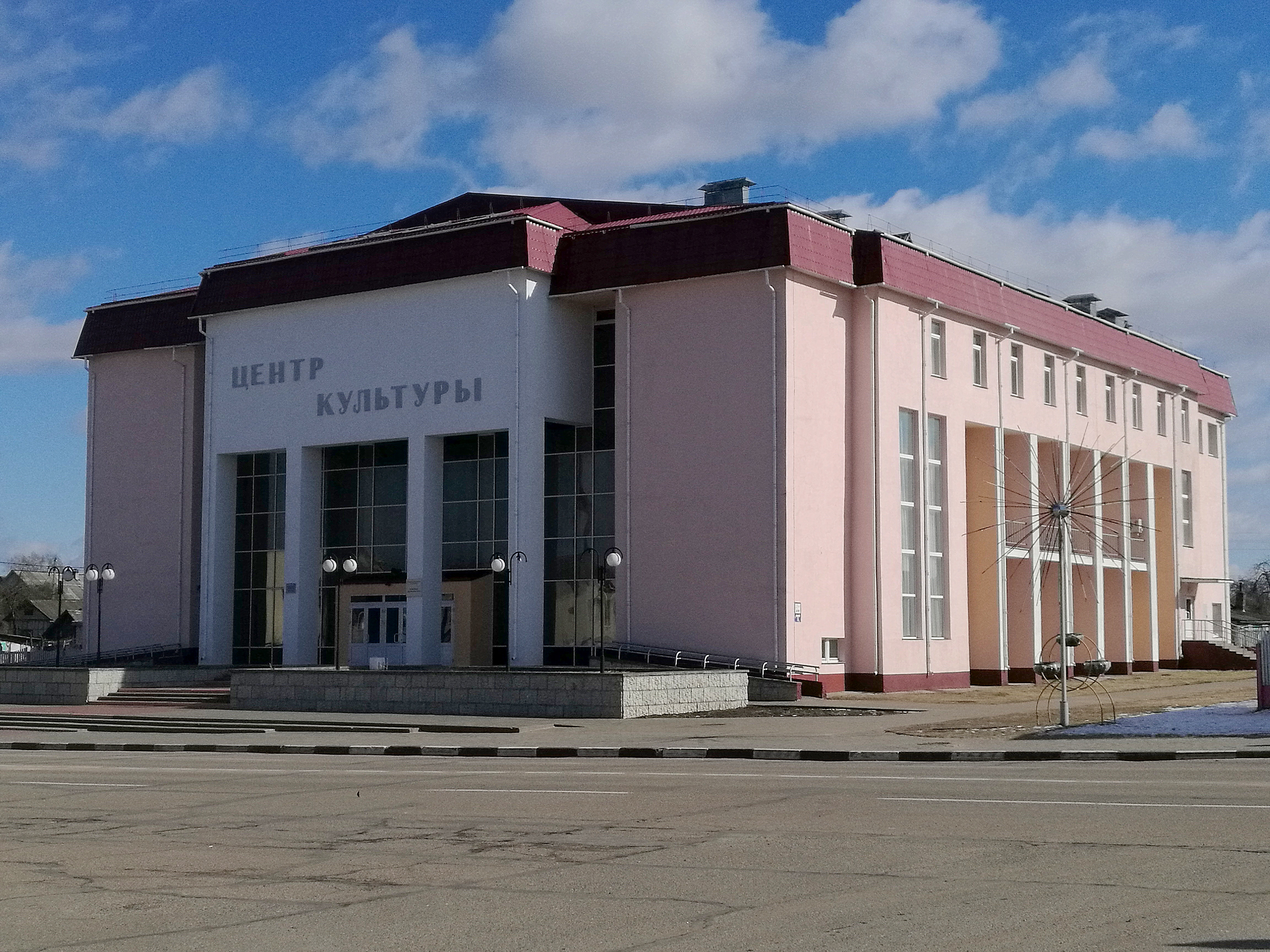
Центр культуры
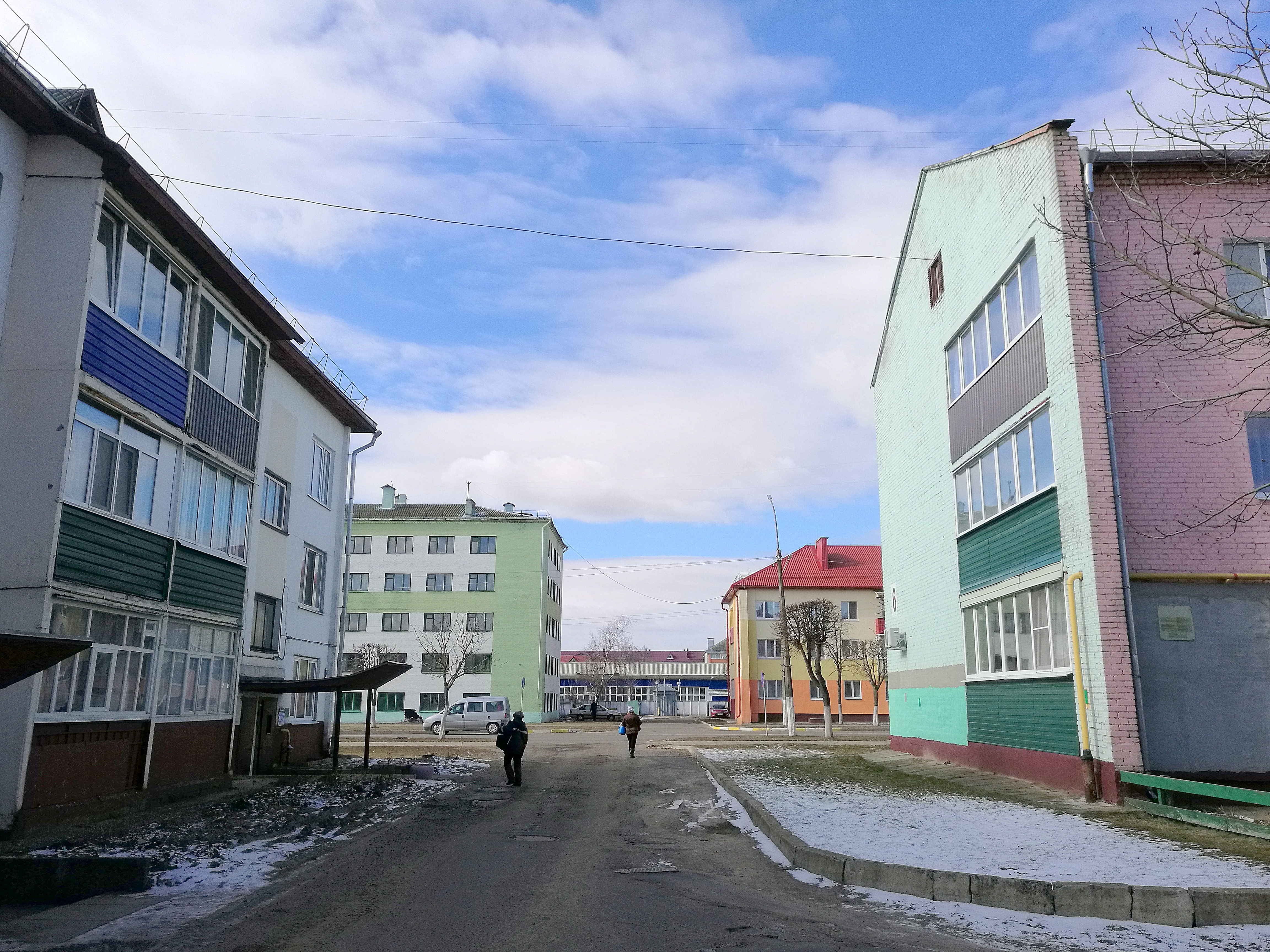
Панорама
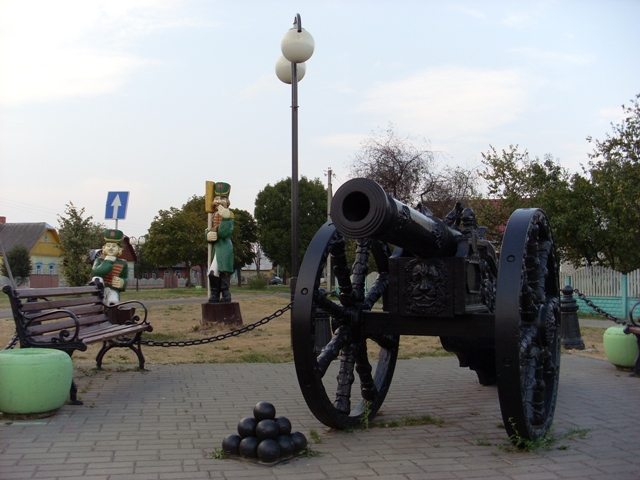
Памятник-пушка

## В филателии и нумизматике
- 12 августа 2020 года Министерство связи и информатизации Республики Беларусь выпустило в обращение почтовую марку «Герб Белынич» из серии «Гербы городов Беларуси»[35].
- 20 августа 2020 года Министерство связи и информатизации Республики Беларусь выпустило в обращение конверт с оригинальной маркой «День белорусской письменности в Белыничах»[36].

## СМИ
На территории района выпускается общественно-политическая газета «Зара над Друццю». Издание выходит как в печатном виде, так и в электронном на официальном сайте www.zara.by.
- Тираж: 4072[38].
- Периодичность выхода 2 раза в неделю: среда, суббота[38].

В 2005 году по итогам работы «Зара над Друццю» выиграла конкурс среди государственных периодических изданий Могилевской области.
В 2008 году «Зара над Друцю» стала победителем IV Всероссийского конкурса печатных СМИ «Золотая буква» в номинации «Лучшая районная газета». В том же году сайт zara.by был удостоен Интернет-премии «ТИБО-2008» в номинации «Медиа в Интернете».
На сегодняшний день «Зара над Друцю» — одно из самых популярных районных изданий Могилевской области.